# Nicolas Moumi Ngamaleu
Nicolas Brice Moumi Ngamaleu (* 9. Juli 1994 in Yaoundé) ist ein kamerunischer Fußballspieler.

## Karriere

### Verein
Moumi Ngamaleu begann seine Karriere in seiner Heimatstadt bei Musango Yaoundé. 2011 wechselte er zum Erstligisten Canon Yaoundé. Nach einer Saison bei Canon wechselte er zur Saison 2013 zu Cotonsport Garoua. Mit Garoua wurde er drei Mal in Folge Meister in der Première Division.
Im August 2016 wechselte er zum österreichischen Bundesligisten SCR Altach, bei dem er einen bis Juni 2019 gültigen Vertrag erhielt.
Im August 2017 wechselte er in die Schweiz zum BSC Young Boys, bei dem er einen bis Juni 2021 gültigen Vertrag erhielt. In Bern kam er in fünf Jahren zu 158 Einsätzen in der Super League, in denen er 30 Tore erzielte. Mit den Young Boys wurde er zwischen 2018 und 2021 vier Mal in Folge Meister.
Im September 2022 wechselte Moumi Ngamaleu nach Russland zum FK Dynamo Moskau.

### Nationalmannschaft
Ngamaleu wurde 2015 erstmals in die kamerunische Nationalmannschaft berufen. Sein Debüt gab er im Dezember 2015 in einem Testspiel gegen Niger. Mit Kamerun nahm er an der African Nations Championship 2016 teil. Kamerun scheiterte dort im Viertelfinale an der Elfenbeinküste. 2017 wurde er in den Kader Kameruns für den Confed-Cup berufen. Beim Confed-Cup kam er zwei Mal zum Einsatz: Sowohl im ersten Gruppenspiel gegen Chile als auch im letzten Spiel gegen Deutschland wurde er eingewechselt. Kamerun schied als Letzter der Gruppe B in der Gruppenphase aus. Beim Afrika-Cup 2022 bestritt er mit der Mannschaft alle Spiele und konnte den dritten Platz erreichen. Später nahm er zudem auch an der Weltmeisterschaft 2022 sowie am Afrika-Cup 2024 teil.

## Titel und Erfolge
BSC Young Boys
- Schweizer Meister 2018, 2019, 2020, 2021
- Schweizer Cupsieger 2020